# Wut (Fernsehfilm)
Wut (Alternativtitel: Can) ist ein deutscher Fernsehfilm von Drehbuchautor Max Eipp und Regisseur Züli Aladağ aus dem Jahr 2006, der sich mit interkultureller Kompetenz und Jugendkriminalität unter Türkischstämmigen in Deutschland auseinandersetzt.
Das mehrfach ausgezeichnete Drama verursachte unmittelbar vor der Erstausstrahlung im September 2006 eine Kontroverse über Gewalt in den Medien. Der vom Westdeutschen Rundfunk als Beitrag zur Integration gedachte Film sollte ursprünglich am 27. September 2006 (Mittwoch) zur Hauptsendezeit mit anschließender Diskussionssendung im Ersten gezeigt werden, wurde jedoch kurzfristig auf den 29. September (Freitag) in das Spätprogramm verschoben. Diese Programmänderung sorgte für Aufsehen in den deutschen Medien.

## Handlung
Das Filmdrama spielt in Berlin-Tempelhof und beschreibt die Eskalation eines Konflikts zwischen einer Familie des Bildungsbürgertums und einem türkischstämmigen Jugendlichen aus einfachen Verhältnissen. Daneben thematisiert der Film das Scheitern der Kommunikation sowohl innerhalb der deutschen als auch der türkischen Familie.
Der angehende Literaturprofessor Simon Laub und seine Frau Christa, Immobilienmaklerin, ermöglichen ihrem Sohn Felix ein Leben in Wohlstand und Bildung. So ist Felix ein begabter Cellospieler. Zum Bekanntenkreis des sensiblen und schöngeistig veranlagten Bürgersohns gehört Can, der Anführer einer Straßenbande, dem er regelmäßig Marihuana abkauft. Als Sohn eines Gemüsehändlers ist der junge Deutschtürke weniger gut gestellt und zeigt sich seinem wohlhabenden Freund gegenüber bisweilen neidisch und missgünstig. Als Cans Gang Felix seine neuen Markenturnschuhe „abzieht“ und der Junge barfuß nach Hause kommt, konstatiert Felix’ Vater ein Problem.
Simon Laub denkt nun, Can durch Zureden dazu bewegen zu können, seinen Sohn in Ruhe zu lassen. Durch ein Gespräch mit Cans Vater verspricht er sich, die Situation endgültig zu bereinigen. Felix ist gegen die Einmischung seines Vaters und behauptet, kein Problem mit Can zu haben. Can bringt schließlich auch wirklich die Schuhe zurück, trumpft dabei aber überheblich auf und lässt kein Bedauern erkennen. Felix’ Vater entgegnet: „Sagen wir, Sie hatten die Schuhe zum Putzen“.
Schritt für Schritt setzt sich nun eine Rache- und Gewaltspirale in Gang. Vater Laub fühlt sich durch die immer bedrohlicher werdenden Attacken Cans in die Enge getrieben. So platzt dieser in eine Vorlesung und stellt den Literaturdozenten bloß, indem er ihn und die Studenten anpöbelt und dabei auch die ihm bekannt gewordene Beziehung Laubs zu einer seiner Studentinnen öffentlich macht. Der angegriffene Laub ergreift immer drastischere Gegenmaßnahmen: So zeigt er Can wegen Körperverletzung und Drogenhandel bei der Polizei an, übt darüber hinaus aber auch Selbstjustiz und lässt ihn von seinem Freund Michael, dem Liebhaber seiner Frau, zusammenschlagen. Can wird nach der polizeilichen Hausdurchsuchung vom Vater verstoßen.
Der Konflikt mündet in eine Katastrophe, nachdem Can sein Leben zerstört sieht und mit einem Messer und einer Pistole bewaffnet ins Haus der Laubs einbricht. Er schlägt Felix’ Vater zusammen und knebelt die Mutter. Als Felix, von Can unbemerkt, ins Wohnzimmer tritt und seine Eltern wehrlos vorfindet, greift er die auf dem Küchentisch liegende Pistole und richtet sie gegen Can. Can entreißt sie ihm jedoch. Das Messer an Felix’ Kehle gesetzt, fordert er nun Vater Simon auf, entweder seine Frau oder sich selbst mit der Pistole zu erschießen. Simon richtet Cans Waffe gegen sich selbst und drückt zitternd ab, wobei er sich in Todesangst in die Hose macht. Die Waffe ist jedoch nicht geladen. Can lacht Felix’ Vater aus und verlässt, die Familie beschimpfend, das Wohnzimmer. Wutentbrannt folgt ihm Felix’ Vater. Er greift Can hinterrücks an und tötet ihn beim Kampf im hauseigenen Swimmingpool durch Genickbruch. Er weint hemmungslos, nachdem er die Leiche des Jugendlichen aus dem Wasser geborgen hat.

## Informationen zum Film
Gedreht wurde Wut im Herbst 2005 in Berlin.
Oktay Özdemir („Ich hätte auch gern den Felix gespielt“) spielt den Jugendlichen Can, der Familienvater und Professor Simon Laub wird von August Zirner dargestellt. Corinna Harfouch ist in der Rolle seiner Frau zu sehen, Robert Höller in der Rolle ihres gemeinsamen Sohns.
Der Produktionsfirma Colonia Media, die Wut für den WDR produzierte, stand – für späte Sendetermine unüblich – ein größeres Budget zur Verfügung, weil die Produktion ursprünglich für die Hauptsendezeit angesetzt war.
Das Drehbuch von Max Eipp galt schon vor seiner Verfilmung als heikler Stoff und wurde deshalb von Fernsehverantwortlichen mehrfach abgelehnt. Der ursprüngliche Schreibanlass war ein eigenes Erlebnis des Autors aus dem Bereich Jugendgewalt, welches er im Drehbuch dramatisch zuspitzt.
Bei dem Fernsehfilm handelt es sich um ein um Realitätsnähe bemühtes Filmdrama.
Die Dramaturgie des Filmes folgt von Beginn an der erzählten Rache- bzw. Gewaltspirale und lässt dabei deutlich Anleihen an der Struktur und Rhetorik der Novelle Michael Kohlhaas von Heinrich von Kleist erkennen, die auch Gegenstand der Antrittsvorlesung Laubs ist. Vorherrschend ist ein episodenhafter Aufbau: Während eine Sequenz die Aktion zeigt, zeigt die nächste oft ohne Umschweife die Reaktion bzw. Gegenaktion, wodurch die Handlung ein großes Tempo erhält. Die Schauplätze sind dabei abwechselnd den entgegengesetzten Milieus der Protagonisten zuzuordnen. Was in den Zwischenzeiten geschieht, bleibt im Detail im Unklaren, lässt sich aber grob aus dem Gezeigten erschließen. So wird z. B., nachdem zu sehen war, wie Can in seiner Wohnung verhaftet wird, gezeigt, wie Cans Gang Felix auflauert. In der nächsten Einstellung finden Felix’ Eltern ihren Sohn bewusstlos und verletzt vor der Haustür. Völlig unklar bleibt dagegen durch die episodenhafte Erzählstruktur, ob Felix und Can in derselben Gegend wohnen, vielleicht sogar auf dieselbe Schule gehen, oder sie in völlig unterschiedlichen Stadtteilen aufwachsen und nur Felix’ Drogenkonsum die beiden immer wieder zusammenführt. Der Film zeigt zudem so gut wie keine Motive für die Handlungen, sondern vornehmlich die Handlungen selbst, und lässt dadurch viel Raum für eigene Interpretationen des Zuschauers.
Die Filmerzählung weist dabei durchweg eine Fokussierung auf die Hauptdarsteller auf: mit Felix, seinen Eltern (inklusive ihrer beiden Verhältnisse), Can und dessen Vater ist das Repertoire an nicht nur schemenhaft gezeichneten Figuren bereits komplett. Außer Cans Jugendbande erscheinen zum Beispiel keine weiteren Jugendlichen, z. B. Mitschüler oder Freunde von Felix, und selbst Cans Gangmitglieder, obwohl sie häufig zu sehen sind, werden in keiner Weise charakterisiert.
Äußerlich ist der Film an einer kommerziellen Spielfilmästhetik orientiert, benutzt teilweise verfremdende Effekte wie Slowmotion, lässt aber auch zeitweilig Einstellungen wie Dokumentaraufnahmen erscheinen. Neben der deutschen Sprache sind auch türkische Ausdrücke und Dialoge zu hören, die aber nur untertitelt werden, sofern es für das Verständnis der Handlung unbedingt notwendig ist. Die Sprache der jugendlichen Rollen spiegelt dabei den tatsächlichen Code unter Halbwüchsigen auf der Straße wider. Eine Besonderheit in dem auch ansonsten realistisch erzählten und chronologisch strikt auf das Ende zusteuernden Film, der auf motivklärende Stilmittel wie innerer Monolog oder Rückblende verzichtet, ist eine kurze Traumsequenz des Simon Laub.
Die knapp gehaltene musikalische Untermalung des Filmsoundtracks spiegelt wie die Dramaturgie den Gegensatz zwischen den beiden Familien wider: Sie reicht von türkischer Folklore über deutschsprachigen Hip-Hop deutsch-türkischer Rapper (der auch von Felix gehört wird) bis hin zu klassischer Musik von Schubert.

## Filmkritik, Zuschauerquoten
Wut wurde schon vor der Ausstrahlung von der Kritik hoch gelobt. So nannte z. B. Peter Luley von der Süddeutschen Zeitung Wut „den mit Abstand beste[n] Fernsehfilm der Saison“. Selbst die Katholische Nachrichten-Agentur konstatierte, dass der als „hartes TV-Drama“ (TV Hören + Sehen) angekündigte Film „zu den herausragenden Fernsehereignissen des Jahres“ gezählt werden müsse.
Der Film erreichte bei seiner Erstausstrahlung am 29. September 2006 2,97 Millionen Zuschauer bei einem Marktanteil von 12,5 Prozent. In der werberelevanten Zielgruppe sahen 0,97 Millionen zu (9,9 Prozent Marktanteil). Im Anschluss wurde die Sendung Tatort Schulweg – Hilflos gegen Jugendgewalt? gezeigt, in welcher Sandra Maischberger und Asli Sevindim mit weiteren Gästen diskutierten. Diese verfolgten 1,27 Millionen Zuschauer (10,8 Prozent Marktanteil), der Marktanteil bei den 14- bis 49-Jährigen lag bei 7,6 Prozent.
Der WDR aber auch die Tagespresse nannten die Quoten angesichts der Thematik der Sendungen „hervorragend“. Das „rege Interesse“ an den Sendungen drückte sich auch in 1500 Zuschaueranrufen aus, die der WDR nach den Sendungen zu Wut entgegennahm.

## Kontroverse
Während das WDR-Presseheft zu Wut den Film in eine Reihe mit Meilensteinen der Fernsehgeschichte wie Das Millionenspiel oder Smog stellte, übten Jugendschützer wegen harter Gewaltszenen und gewalttätiger Sprache Kritik an der Produktion, die vorab innerhalb des Medienforums NRW zu sehen war.
WDR-Intendant Fritz Pleitgen gab schließlich die Verschiebung durch einen Beschluss der Intendanten der ARD bekannt, dem er als Vertreter des WDR nicht zugestimmt habe: „Man glaubt, dass dieser Film zu gewalttätig sei und nicht um 20:15 Uhr ausgestrahlt werden sollte – in einer Zeit, wo noch viele Jugendliche an den Fernsehschirmen sitzen könnten.“ Pleitgen jedoch hätte der ARD „ein bisschen mehr Courage zugetraut“. Der Film sei ein Film für Jugendliche und zeige die Realität, wie Jugendliche sie heutzutage erleben – nicht, wie ältere Erwachsene sie gern hätten. MDR-Intendant Udo Reiter behauptete hingegen später, die Entscheidung zur Verschiebung von Wut sei einstimmig gefallen: „Sich hinterher öffentlich davon zu distanzieren und sich von Journalistenkollegen als einzig Couragierten unter lauter Waschlappen feiern zu lassen, [sei] zumindest Geschmackssache“.
Andere Stimmen – auch zahlreiche Zuschauerstimmen in Internetforen – vermuten, die Gewaltdarstellungen seien gar nicht der Hauptgrund für die Verschiebung (das Drama erhielt schließlich auch eine Altersfreigabe der FSK „ab 12 Jahren“), sondern, dass der Film mit seinem Titelhelden Can einen kriminellen Migrantenjugendlichen und dessen Milieu realistisch darstelle und daher von gewissen Kreisen als ausländerfeindlich oder rassistisch eingestuft werden könnte. Drehbuchautor Max Eipp wurde dagegen in verschiedenen Printmedien zitiert, dass das im Film Dargestellte „nicht repräsentativ“ zu verstehen sei.
„Es gibt Opfer und Täter in allen Ethnien, auch unter Türken. Man muss das erzählen dürfen, ohne sofort die Erklärung für die Sozialisierung einer Figur mitzuliefern“ warb in diesem Zusammenhang der kurdische Regisseur Züli Aladağ, selbst als Kind aus der Türkei nach Deutschland eingewandert, den Film verteidigend gegenüber dem Kölner Stadt-Anzeiger für mehr Selbstverständlichkeit und Normalität in der Diskussion auch über negative Seiten der Migration. Man solle die Diskussion über den Umgang mit Fremdheit und damit verbundene Schwierigkeiten nicht nur den Rechten überlassen. Hierzu sei der Film ein Beitrag. Die Dinge beim Namen nennen zu können und den Unmut über bestimmte Zustände zu formulieren habe zudem laut Aladağ „für eine bestimmte Schicht der Deutschen etwas sehr Befreiendes.“
Das deutsche Nachrichtenmagazin Der Spiegel (namentlich Nikolaus von Festenberg) hatte dagegen zuvor die Absicht des Films, „mit dem gutmenschlichen linksliberalen Köhlerglauben [zu] brechen, eigentlich seien Ausländer immer nur Opfer“, als „Spiel mit dem Feuer“ bezeichnet und damit laut WDR-Redakteur Wolf-Dietrich Brücker („stattdessen läuft jetzt Paradies in den Bergen“) den Anlass zu der Verschiebung gegeben. Der Spiegel kritisierte ferner, der Film Wut erwecke den falschen Eindruck, „die bisherige Debatte um die Integration der Ausländer [sei] von Tabus geprägt, von falscher deutscher Rücksichtsnahme.“ Das Magazin bezeichnete den Schluss des Films, der Selbstjustiz propagiere, als „fahrlässig“. Andere Blätter wie das Hamburger Abendblatt lobten dagegen, dass der Zuschauer gerade aufgrund seines Endes „kaum umhin kann, sich zu positionieren und mit der eigenen Haltung auseinanderzusetzen – was eine tabufreie Diskussion über Migrationsprobleme und vorgetäuschte Liberalität mit sich bringen könnte.“
Die beiden Springer-Blätter Die Welt und die Bild-Zeitung hielten noch weitere Beweggründe für die Verschiebung von Wut für möglich, nämlich die Angst der ARD vor islamistischem Terror. Damit sahen sie die Entscheidung im Zusammenhang mit den Ausschreitungen nach einem Vortrag von Papst Benedikt XVI., in welchem dieser eine islamkritische Äußerung zitiert, sowie der annähernd zeitgleichen Absetzung einer Inszenierung der Mozart-Oper Idomeneo, in der abgetrennte Köpfe von Religionsstiftern – darunter der von Mohammed – gezeigt werden. So malte z. B. der Publizist Hajo Schumacher in der Welt ein überspitztes Szenario aus: „Was wäre, wenn islamistische Hysterisierungsprofis den WDR zum Ziel erklären würden: Dänemark, Regensburg, Köln? Würden in Syrien Pleitgen-Puppen an Galgen baumeln, in Indonesien die Hauszeitschrift ‚WDR print‘ abgefackelt?“ Da sich der Film des türkischstämmigen Regisseurs Aladag jedoch weder religiös noch islamkritisch gibt, die Verschiebungsentscheidung der ARD ihm zudem eine zusätzliche Aufmerksamkeit bescherte, als dass die Filmthematik an sich dadurch entschärft worden wäre und dennoch eine Nichtausstrahlung nie zur Debatte stand, muss man derartige Spekulationen einem unseriösen Meinungsjournalismus zuordnen.
Am Tag vor dem ursprünglichen Sendetermin stellte der ARD-Vorsitzende Thomas Gruber in München noch einmal offiziell klar, dass allein die Bindung der ARD an den Jugendmedienschutz-Staatsvertrag sowie an weitere ARD-Richtlinien und -Kriterien zum Jugendschutz der Grund für die Verschiebung war: „Das und nur das ist der Grund, weshalb die vom WDR eingebrachte Produktion Wut nicht vor 22:00 Uhr im Ersten gezeigt werden kann“.
Ungeachtet dieser Erklärung berichteten tags darauf deutsche Medien, dass Politiker aus SPD und CDU die Verschiebung als „Selbstzensur“ verurteilen: Während Johannes Kahrs gegenüber der Bild den späteren Sendeplatz als „indiskutabel“ bezeichnete – man könne „als Demokratie nicht dauernd irgendwelchen Radikalen nachgeben und […] Werte […] einfach aufgeben“, sah Bernd Neumann auch im Zusammenhang mit der Absetzung von Idomeneo „die demokratische Kultur in Gefahr“. Mit dem bayerischen Ministerpräsidenten Edmund Stoiber setzte sich neben anderen schließlich auch ein CSU-Mitglied öffentlich für den Film des türkisch-kurdischstämmigen Einwanderers Aladag ein und bezeichnete die Verschiebung als „fatales Signal. […] Die Wahrheit [habe] Anspruch darauf, ohne Wenn und Aber gezeigt zu werden.“
Fritz Pleitgen sah mit dem Verschwinden von Film und Diskussion im späten Abendprogramm die Sendung um ihre mögliche Wirkung auf die Gesellschaft beraubt: „Um Mitternacht eine gesellschaftlich wichtige Diskussion zu führen, ist natürlich eine vertane Chance.“

## Diskussion
Eine Live-Diskussion, die mit Sandra Maischberger und Aslı Sevindim von einer deutsch- und einer türkischstämmigen Journalistin geleitet werden sollte und im direkten Anschluss an die Filmsendung unter dem Titel Tatort Schulweg: Hilflos gegen Jugendgewalt? geplant war, kam nicht zustande. Durch die Verschiebung des Filmes auf den späteren Sendetermin am Freitag hätte sie erst gegen 23.30 Uhr beginnen können. Stattdessen wurde eine aufgezeichnete Sendung gezeigt. Das eigentliche Thema des Films Jugendgewalt kam dabei gleichermaßen aus der Sicht von Politikern, Experten und Betroffenen zur Sprache. Die Dauer der Sendung war zunächst auf 45 Minuten angesetzt, währte schließlich jedoch eine Stunde.
Die Presseinladung zur Aufzeichnung der Diskussionssendung, die am ursprünglich vorgesehenen frühen Termin am Mittwoch im Zusammenhang mit einer Filmvorführung von Wut vor einem teils jugendlichen Publikum stattfand, nannte ausdrücklich neben dem in Programmzeitschriften ausgedruckten Thema „Jugendgewalt“ auch Probleme der Integration ausländischer Jugendlicher in die deutsche Gesellschaft als eines der zentralen Themen, wie auch die verbreitete Wahrnehmung auf deutscher Seite, dass „jugendliche Migranten besonders häufig an solchen Gewalttaten beteiligt zu sein scheinen“.
Das Publikum bestand vorwiegend aus Lehrern, Eltern und vor allem Schülern verschiedener Schulen aus Mönchengladbach, aber auch Lehrern und Schülern der GHS Alfred-Teves-Schule im niedersächsischen Gifhorn. Gäste waren darüber hinaus der Regisseur des Films, Züli Aladağ, sowie der Hauptdarsteller Oktay Özdemir. Als Diskutanten waren Uwe Schünemann, Innenminister von Niedersachsen, Armin Laschet, Integrationsminister von Nordrhein-Westfalen, der Jugend-Kriminologe Christian Pfeiffer und ein türkischstämmiger Leiter eines Kölner Jugendtreffs geladen.
Die Diskussion endete mit deutlicher Kritik des Hauptdarstellers Özdemir an Armin Laschet, Integrationsminister NRW: Dieser sei viel zu selbstgefällig und verstehe die wahre Situation nicht (Darauf gab es von den anwesenden Jugendlichen großen Beifall). Die Situation sei viel negativer und dramatischer, worauf der Hauptdarsteller, als Veranschaulichung für die Konsequenzen des Nicht-Handelns (für die Verelendung) und Dramatik, das „Kaputtgehen“ der Jugendlichen (Teile seines Umfelds) durch Drogenkonsum beschrieb. Des Weiteren würden die Pädagogen nicht dem wirklichen Wesen der Situation gerecht werden und könnten deshalb letztlich nicht helfen („Sie [die Pädagogen] haben kein Herz“).
Peer Schader vom Stern hob später Özdemirs Schlussmeldung als einzigen Höhepunkt der „mutlosen ARD-Runde“ hervor und bezeichnete die Diskussion ansonsten als „danebengegangen“:

„Als der 20-Jährige Hussein im Publikum erzählte, dass er gerade mal zwei Monate aus dem Knast raus sei und schon wieder dieselben Probleme mit anderen Jugendlichen hätte wie vorher, als er laut und deutlich sagte: ‚Ich bekomme überhaupt keine Hilfe‘, und dass er obwohl in Deutschland geboren ohne richtige Aufenthaltsgenehmigung ja nicht einmal einen Job annehmen könne, wie sich das die Herren Politiker denn bitte schön mit der Re-Integration vorstellten, da ging Maischberger über all das einfach hinweg und fragte in ihre Expertenrunde: ‚Sind wir zu tolerant?‘“

Er lastete das Misslingen zu einem großen Teil der Moderatorin Sandra Maischberger an, übte aber auch Kritik am Sendekonzept: „Wieso ließ man nicht Schüler und Lehrer über die Probleme diskutieren und setzte die Experten ins Publikum, um sie bei Bedarf nach kurzen Statements zu fragen?“ Ähnliches äußerte auch Spiegel Online, wo die Talkrunde als „eine Ansammlung von Stereotypen“ bezeichnet wurde, bei der man „bis zum Ende nicht weiß, was das Thema ist“.

## Wirkung
„Nur wenige Filme haben in den letzten Jahren für so viel Wirbel gesorgt wie Wut“, urteilt die deutsche Programmzeitschrift Gong 2009.
Das Fernsehkabarett hatte das Filmdrama noch vor seiner Sendung als Gegenstand der Satire entdeckt: So entschuldigte Harald Schmidt am 27. September 2006 den aufgrund der Programmänderungen im Zusammenhang mit der Nichtausstrahlung früheren Beginn seiner Sendung Harald Schmidt in seinem Eröffnungswitz mit „Gründen des Jugendschutzes“.
Das Hamburger Abendblatt sah bereits drei Tage nach der Ausstrahlung Aladags Ziel „ein Nachdenken […] über [mögliche] Gewalt an deutschen Schulen, über missglückte Integration, unterschiedliche Wertevorstellungen und [darüber] wie man ein vernünftiges Miteinander gestalten kann […] jenseits von politischer Korrektheit anzustoßen […] gelungen“ und nannte das „ziemlich viel für einen Fernsehfilm“.
Robert Höller stellte im Zusammenhang mit der Filmsendung in einem Interview zum Tag der Deutschen Einheit zudem einen in der deutschen Diskussion meist vermiedenen Aspekt der Problematik heraus, nämlich den der Ausgrenzung von Einwanderern durch die deutschstämmige Gesellschaft:

„Es ist ja einfach mal so, dass […] Menschen mit Migrationshintergrund zwar offiziell von der Gesellschaft anerkannt werden, aber inoffiziell sind es dann halt doch nur ‚die Türken‘. Ich habe das Gefühl, dass diese Menschen immer mehr von der Gesellschaft ausgeschlossen werden, und immer seltener und schwieriger einen guten Job finden. Oft bekommen sie dann halt nur die Berufe, die kein Deutscher haben will, gehen putzen oder machen einen Dönerladen auf. Viele von denen sind ja auch in Deutschland aufgewachsen, werden von vielen aber gar nicht als Teil dieses Landes gesehen. Der Regisseur des Films Züli Aladağ ist ja auch ein Türke, der hier aufgewachsen ist, und der heute als Regisseur arbeitet. Wenn man ihn aber auf der Straße sieht, ist er trotzdem nur ein ‚Türke‘ wie alle anderen.“

Auch weitere Wiederholungen des Films wurden zum Teil von Sondersendungen begleitet, so am 14. Juni 2007 um 20:15 Uhr von einem Spezial der integrationspolitischen WDR-Sendung Cosmo TV. Am 1. Februar 2008 lief Wut um 20.45 auf dem Kultursender arte, jedoch ohne weitere Diskussionen und Begleitberichte. Weiter wird Wut mit vom Sender herausgegebenen Lernmaterialien im deutschen Schulunterricht eingesetzt.
Am 18. April 2009 hat eine Theaterfassung des Films von Volker Lösch und Beate Seidel am Schauspiel Stuttgart Premiere. In ihr wird Can durch einen Chor junger männlicher Migranten unterschiedlichster Herkunft dargestellt.

## Auszeichnungen (Auswahl)
- Adolf-Grimme-Preis 2007.[26] In der Begründung der Grimme-Preis-Jury heißt es u. a.:

„Was für ein kühnes, interkulturelles Drama. Ein Thriller, der die Probleme von Jugendlichen mit Wagemut thematisiert: Der kriminelle Türke Can, der mit seiner Jugendgang einem deutschen Gymnasiasten von Geld bis zu den Schuhen alles abknöpft, was ihm gefällt; und schließlich, mit eskalierender Brutalität, die ganze Familie tyrannisiert, bis er am Ende in einem atavistischen Gewaltausbruch vom Vater des Schülers getötet wird. Mit diesem provokanten Stoff, als aufwühlender Thriller glänzend inszeniert, hat ‚Wut‘ den Blick auf einen hochbrisanten gesellschaftlichen Konflikt fokussiert: Jugendgewalt im Migrantenmilieu – und die Unfähigkeit, ihr zu begegnen. ‚Wut‘ liefert keine Erklärungen, keine sozialtherapeutisch motivierte Schuldzuweisung, keinen Vorwurf und keine Antwort. ‚Wut‘ ist eine schroffe, dramaturgisch radikal voran getriebene Tragödie des Zusammenpralls zweier Kulturen, die einander zutiefst fremd sind; das pessimistische Bild gescheiterter Integration und eklatanter Hilflosigkeit auf beiden Seiten. Hilflos ist die ungezügelte Wut des hasserfüllten Türken Can, und als genauso hilflos in ihrer Weltfremdheit erweist sich auch die Liberalität des deutschen Vaters Simon.“

- Prädikat „besonders wertvoll“ der Filmbewertungsstelle Wiesbaden
- Nominierung für die Wettbewerbe des Fernsehfilm-Festivals Baden-Baden 2006 und „besondere Anerkennung“ durch die Deutsche Akademie der Darstellenden Künste für das gesamte Team von Wut
- Goldene Kamera 2007 als „Bester Film“
- New Yorker Gold World Medal 2007
- Golden Gate Award San Francisco 2007

## DVD
Der Film ist im April 2007 auch als DVD erschienen. Schulen aus NRW können diese zusammen mit einem Medienpaket für den Unterricht erwerben.